# 曹新孙
曹新孙（1912年—1989），男，江西新建人，中国森林生态学家、农田防护林学家，曾任第五、六届全国政协委员。